# Polytechnische Schule Jonava

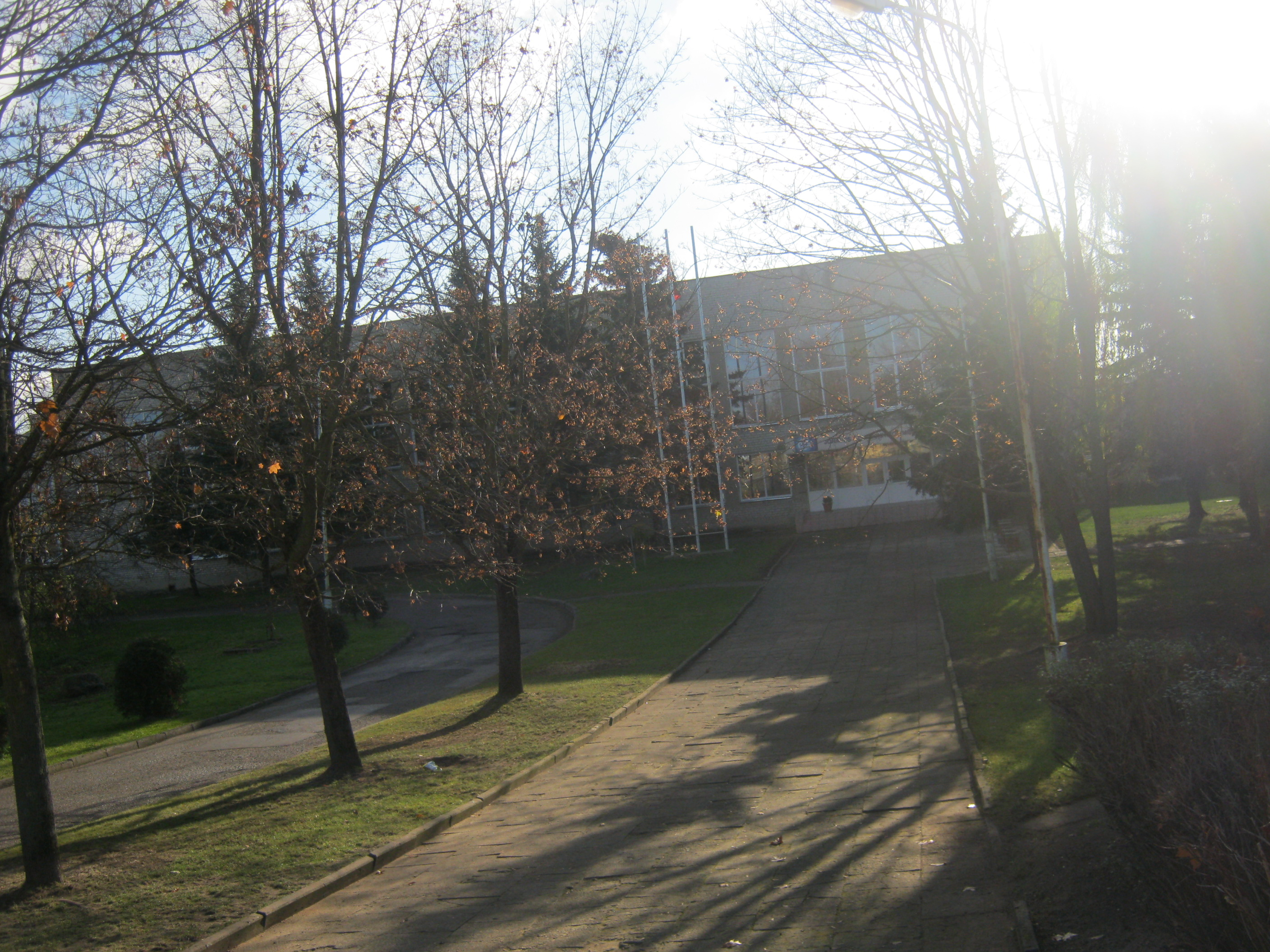
Polytechnische Schule Jonava

Die Polytechnische Schule Jonava (lit. Jonavos politechnikos mokykla) ist eine polytechnische Schule mit 500 Schülern in Jonava, Litauen. Sie wurde vom Bildungsministerium Litauen gegründet. Sie entstand 2000, nachdem zwei technische Schulen zusammengeschlossen wurden.

## Geschichte
1965 wurde die 34. Berufstechnische Schule Jonava und 1972 die 44. Berufstechnische Schule Jonava gegründet. Der Gründer war der Ausschuss für die Berufsbildung der Litauischen SSR. Die 34. berufliche Fachschule Jonava wurde für Profis am Bau (Finischer, Gipser, Maurer, Betonbauer, Klempner, Tischler, Zimmerer) und Zimmerleute, Tischler für Möbelkombinat Jonava vorbereitet. Die 44. Berufstechnische Schule bereitete die Spezialisten (in der Chemieindustrie, Maschinisten, Arbeiter mit elektrischen Geräten, Monteure, Schweißer) für den Chemie-Riesen „Azotas“ geschult.
Seit 1974 bereiteten die beiden Schulen die Spezialisten mit dem Sekundärschulabschluss der Abitur vor und wurden zu berufstechnischen Mittelschulen. Beide Schulen arbeiteten mit Schulen im Ausland (in Grodno, Barchdmo (Norwegen), Riga PPP (Lettland)) zusammen.

## Absolventen
- Artūras Zuokas (* 1968), Journalist und Politiker, Bürgermeister der litauischen Hauptstadt Vilnius.